# Валя-Тімішулуй
Валя-Тімішулуй (рум. Valea Timișului) — село у повіті Караш-Северін в Румунії. Входить до складу комуни Букін.
Село розташоване на відстані 318 км на захід від Бухареста, 29 км на схід від Решиці, 92 км на південний схід від Тімішоари.

## Населення
За даними перепису населення 2002 року у селі проживали 590 осіб, з них 586 осіб (99,3%) румунів. Усі жителі села рідною мовою назвали румунську.